# 神田英宣
神田 英宣（かんだ ひでのぶ）は、日本の海上自衛官、防衛学研究者。専門は、海洋安全保障、海軍戦略。
城西大学付属川越高等学校、慶應義塾大学理工学部管理工学科卒業。2017年東京海洋大学大学院海洋科学技術研究科海洋管理政策学専攻博士前期課程修了、修士（海洋科学）の学位を取得。日産ディーゼル工業（株）工務部、艦艇（護衛艦、砕氷艦、輸送艦）、海上自衛隊幹部候補生学校教官、防衛局防衛政策課BMD研究室、統合幕僚会議事務局、海上幕僚監部防衛部、海上自衛隊第1術科学校生徒隊長兼教務室長、防衛研究所政策研究部所員等を経て、2013年7月より防衛大学校防衛学教育学群准教授。2019年3月2等海佐に特別昇進し定年退職、千代田工商（株）安全管理部員。

## 論文等

### 単著
- 「UAVの開発・運用動向と日本の安全保障」（防衛研究所紀要第15巻2号、2013年2月）
- 「中西部アフリカの海洋安全保障－欧米の戦略目標の実行と沿岸諸国」（防衛大学校紀要第110輯、2015年3月）
- 「インド洋の海洋安全保障－新たなパワーの潜在」（防衛学研究第52号、2015年4月）
- 「インドの海洋安全保障－インド洋ブルーウォーター戦略の課題」（国際安全保障第43巻第1号、2015年6月）
- 「島嶼をめぐる安全保障－英亜の対立再燃と今後の動向」（島嶼研究第17巻第1号、2016年2月）
- 「フランスの南太平洋戦略－海洋をめぐる地域安定の役割（防衛大学校紀要第113輯、2016年9月）
- 「ギニア湾の海賊対策－国際協力と課題 (PDF) 」（海事交通研究第65集、2016年12月）
- 「離島の環境保全－西オーストラリア・バロー島をめぐる海洋資源開発を例に挙げて」（島嶼研究第18巻第2号、2017年8月）
- 「海洋における軍事活動の無人化－ＵＳＶ・ＵＵＶの自律能力の射程」（防衛大学校紀要第115輯、2017年9月）
- 神田英宣「海洋の非伝統的安全保障 : オーストラリアの脅威認識と対応」『国際安全保障』第46巻第1号、国際安全保障学会、2018年6月、107-127頁、CRID 1390573242603578880、doi:10.57292/kokusaianzenhosho.46.1_107、ISSN 1346-7573。
- 「海底ケーブルの海洋管轄権－サイバー空間の防御機能の追求」（防衛大学校紀要第117輯、2018年9月）
- 「海洋プラットフォームの周辺海域における航行の自由－オーストラリア北西方海域を事例として」（海事交通研究第67集、2018年12月）

### 共著
- （兵頭慎治・神田英宣）「北極問題に対する諸外国の取り組み－安全保障上のインプリケーション－」（防衛研究所紀要第17巻第2号、2015年2月） ‟Global Efforts on Issues Concerning the Arctic: Implications Regarding Security, ” NIDS Journal of Defense and Security, No.16, December 2015, CRID 1520854805529806464.

## 発表
- 「インド洋の海洋安全保障－新たなパワーの潜在」（日本防衛学会、2014年6月）
- 「フランスの海洋安全保障－変貌する戦略環境への対応」（国際安全保障学会、2015年12月）
- 「離島の安全保障－中国漁船のサンゴ密漁事件を取り上げて－」（日本島嶼学会、2016年9月）
- 「オーストラリアの海洋安全保障－グリーンウォーター戦略の課題」（日本防衛学会、2016年11月）
- 「海底ケーブルの海洋管轄権ーサイバー空間への防御機能の追求」（国際安全保障学会、2018年7月)
- 「オーストラリアの離島政策－ロードハウ連邦海洋保護区の設定」（日本島嶼学会、2018年8月）

## 表彰
- 第9回「海の日」論文優秀賞（日本海洋政策学会、2017年7月）「有人国境離島の排他的経済水域における海洋保護区設定 (PDF) 」。